# Старая Яцковщина
Старая Яцковщина (бел. Старая Яцкаўшчына ) — деревня в Оторском сельсовете Чечерского района Гомельской области Беларуси.

## География

### Расположение
В 7 км на северо-запад от Чечерска, 44 км от железнодорожной станции Буда-Кошелёвская (на линии Гомель — Жлобин), 72 км от Гомеля.

### Гидрография
На северной и восточной окраинах мелиоративный канал, соединённый с рекой Чечора (приток реки Сож).

## Транспортная сеть
Транспортные связи по просёлочной, затем по автодорогам, которые отходят от Чечерска. Планировка состоит из криволинейной длинной и параллельной к ней короткой улицы, ориентированных с юго-востока на северо-запад. Застройка преимущественно двусторонняя, деревянная, усадебного типа.

## История
Основана в XIX веке как селение Яцковщина в Чечерской волости Гомельского уезда Могилёвской губернии. В начале XX века деревня Новая Яцковщина стала называться Старая Яцковщина. В 1907 году в деревенской школе 46 учеников. С 1921 года действовала изба-читальня. В 1931 году организован колхоз. Согласно переписи 1959 года в составе колхоза «50 лет БССР» (центр — деревня Отор). Располагался клуб.

## Население

### Численность
- 2004 год — 53 хозяйства, 109 жителей.

### Динамика
- 1959 год — 492 жителя (согласно переписи).
- 2004 год — 53 хозяйства, 109 жителей.